# 崔弼
崔弼（?—?），字积匡，一字升束，广东番禺人。
清嘉慶六年（1801年）举人。布政使曾燠曾前來拜訪他，贈以粟帛。好藏書，“以兩走京華，一走江浙，積書幾於萬本。”。著有《二山合志》，是介紹广州的一本志書。死後，兩廣總督阮元題其墓：“詩人崔鼎來寶藏”。另著有《珍帚篇》、《遊寧草》、《兩粵水經注》等。